# Ogo Adegboye
Stephen Ogooluwa Adegboye, detto Ogo (Ibadan, 23 settembre 1987), è un ex cestista nigeriano con cittadinanza britannica.

## Carriera
Con la Gran Bretagna ha disputato due edizioni dei Campionati europei (2011, 2013).

## Palmarès
- Coppa di Cipro: 1

ETHA Engomis: 2013